# Crepis noronhaea
Crepis noronhaea — вид рослин з родини айстрові (Asteraceae), ендемік Мадейри.

## Поширення
Ендемік архіпелагу Мадейра (о. Порту-Санту).